# 2140 Kemerovo
2140 Kemerovo eller 1970 PE är en asteroid i huvudbältet som upptäcktes den 3 augusti 1970 av den ryska astronomen Tamara Smirnova vid Krims astrofysiska observatorium på Krim. Den har fått sitt namn efter Kemerovo oblast.
Asteroiden har en diameter på ungefär 34 kilometer.